# Melanagromyza pseudolappae
Melanagromyza pseudolappae este o specie de muște din genul Melanagromyza, familia Agromyzidae, descrisă de Gu, X în anul 1991. Conform Catalogue of Life specia Melanagromyza pseudolappae nu are subspecii cunoscute.